# Daniel Gautier de la Villaudray
Daniel Gautier de la Villaudray,  juge civil et maire de Laval de 1739 à 1745, mort le 24 janvier 1745 à Laval. Ses armes sont d'argent au lion d'or. 

## Biographie
Il est le fils de Jérôme Gaultier de la Villaudray, élu à Laval, secrétaire du roi et de Françoise Le Hirbec. Il épousa Michele de Lernée
Il est nommé en 1739, succédant à Gilles-Michel Le Long, et installé le 14 mars 1740. 
Jérôme Gautier de la Villaudray pendant sa magistrature fait construire sur la place du château une fontaine en marbre à la place de celle qui y avait été créée au commencement du XVIe siècle
Il fait aussi établie d'autres fontaines en divers endroits.
René Pichot de la Graverie indique que Jamais juge n'a eu de meilleurs intentions pour rendre à chacun le bon et juste droit qui pouroit lui appartenir,  plus de zèle et d'amour pour le bien public, plus de soin plus d'ardeur pour la décoration et l'embellissement de cette ville. On lui doit l'établissement et le règlement pour les huis« siers, la construction de l'aqueduc pour les fontaines publiques qui diminue à l'avenir considérablement la dépense et leur entretien et fournira sans interruption l'eau nécessaire au public. Il montra toujours la plus grande fermeté dans les assemblées de l'Hôtel-de-Ville souvent tumultueuses et contribua avec M. Hardy de Lévaré aux importantes augmentations faites au château occupé par le juge civil. Il fit construire une fontaine en marbre sur la place sous la chambre du conseil.

## Source
« Daniel Gautier de la Villaudray », dans Alphonse-Victor Angot et Ferdinand Gaugain, Dictionnaire historique, topographique et biographique de la Mayenne, Laval, A. Goupil, 1900-1910 [détail des éditions] (BNF 34106789, présentation en ligne)